# Lilia Osterloh
Lilia Osterloh (* 7. April 1978 in Columbus, Ohio) ist eine ehemalige US-amerikanische Tennisspielerin.

## Karriere
Osterloh, die im Alter von sechs Jahren mit dem Tennissport begann, bevorzugte dabei den Hartplatz.
In ihrer Karriere stand sie auf der WTA Tour dreimal in einem Halbfinale und elfmal im Viertelfinale. Ihre besten Resultate bei Grand-Slam-Turnieren erzielte sie 2001 in Wimbledon und bei den US Open, wo sie jeweils das Achtelfinale erreichte.
In ihrer Matchbilanz stehen Siege u. a. über Arantxa Sánchez Vicario, Mary Pierce, Nadja Petrowa, Amanda Coetzer, Conchita Martínez, Anna Kurnikowa und Marion Bartoli.
Ihre letzte Partie auf der WTA Tour absolvierte Osterloh im Juni 2011 im Doppelwettbewerb in Kopenhagen an der Seite von Emma Laine, wo die Paarung in der ersten Runde ausschied.

## Persönliches
Ihr Vater Linus, ein pensionierter Lehrer, ist deutschstämmig. Ein Teil der Verwandtschaft wohnt noch in Oldenburg. Lilia Osterloh spricht neben Englisch auch Deutsch. Sie lebt in San Francisco.

## Turniersiege

### Doppel
| Nr. | Datum            | Turnier   | Kategorie         | Belag     | Partnerin           | Finalgegnerinnen                          | Ergebnis |
| --- | ---------------- | --------- | ----------------- | --------- | ------------------- | ----------------------------------------- | -------- |
| 1   | 21. Oktober 2000 | Schanghai | WTA Tier IVa      | Hartplatz | Tamarine Tanasugarn | Rita Grande Meghann Shaughnessy           | 7:5, 6:1 |
| 2   | 4. Januar 2008   | Auckland  | WTA Tier IV       | Hartplatz | Marija Korytzewa    | Martina Müller Barbora Záhlavová-Strýcová | 6:3, 6:4 |
| 3   | 16. Oktober 2010 | Osaka     | WTA International | Hartplatz | Chang Kai-chen      | Shūko Aoyama Rika Fujiwara                | 6:0, 6:3 |